# Vadrup

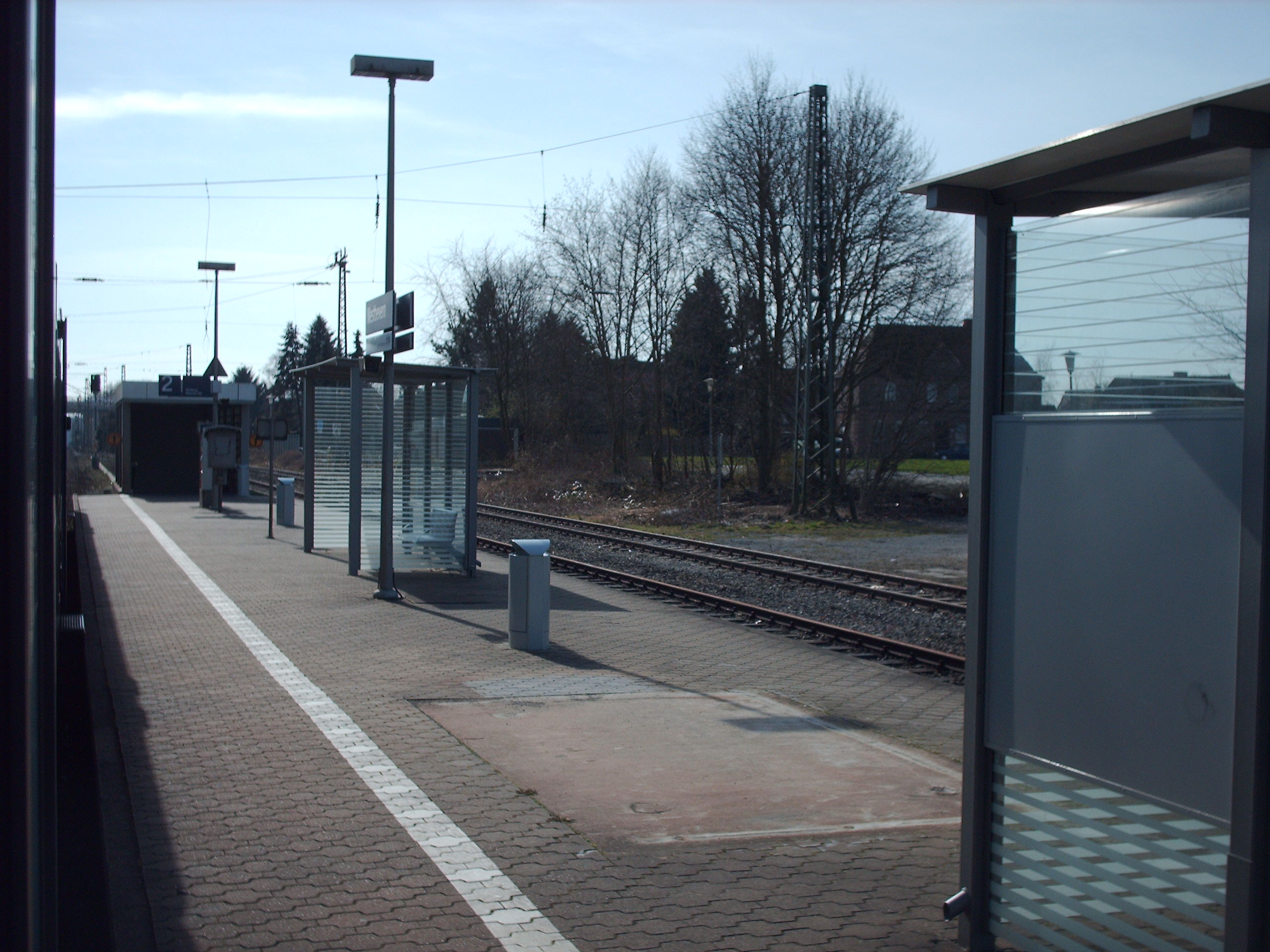
Die Station Westbevern

Vadrup ist ein Ortsteil von Telgte mit 2.307 Einwohnern (Stand Januar 2023).

## Lage
Westbevern-Vadrup ist ein Dorf mit dem Haltepunkt Westbevern an der Bahnlinie Münster-Osnabrück. Nördlich der Ems gelegen, ist ferner das Naturschutzgebiet Emsaue zu nennen, in der die NABU-Naturschutzstation Münsterland mehrere Großbeweidungsprojekte betreibt.

## Geschichte
Westbevern-Vadrup war seit dem 5. März 1818 auf Anordnung der Königlichen Regierung in Münster eine Bauerschaft in Westbevern. Seit dem 1. Januar 1975 wurde Westbevern-Vadrup im Rahmen der Gebietsreform in Nordrhein-Westfalen – ebenso wie Westbevern Dorf – als Ortsteil der Stadt Telgte zugeordnet.
Am 7. März 2002 wurde der erste Spatenstich für den Bau der Ortsumgehung der Landstraße L588 gesetzt. Seit der Fertigstellung entfiel zudem der Bahnübergang über die Bahnstrecke Münster-Osnabrück.